# 垂花青兰
垂花青兰（学名：Dracocephalum nutans）为唇形科青兰属下的一个种。

## 扩展阅读
- 維基物種上的相關：垂花青兰